# L'Homme traqué (film, 1947)
Pour plus de détails, voir Fiche technique et Distribution.
L'Homme traqué est un film français réalisé par Robert Bibal, sorti en 1947.

## Fiche technique
- Titre : L'Homme traqué
- Réalisation : Robert Bibal
- Scénario et dialogues : Robert Bibal et Francis Carco, d'après son roman paru en 1922
- Photographie : Alphonse Lucas
- Décors : Louis Le Barbenchon
- Son : René Longuet
- Musique : Vincent Scotto et Marcel Landowski
- Montage : Marcelle Driguet
- Société de production : Codo Cinéma - Les Productions Claude Dolbert
- Pays d'origine :  France
- Durée : 100 minutes
- Date de sortie : 14 mars 1947

## Distribution
- Louise Carletti
- Marcel Herrand
- Jean Tissier
- Antonin Berval
- Fréhel
- Georges Sauval
- André Talmès
- Émile Prud'homme